# Kaltoum Boufangacha
 (février 2019).
Si vous disposez d'ouvrages ou d'articles de référence ou si vous connaissez des sites web de qualité traitant du thème abordé ici, merci de compléter l'article en donnant les références utiles à sa vérifiabilité et en les liant à la section « Notes et références ».
Kaltoum Boufangacha, née le 1er novembre 1975 à Nieuwegein,, est une actrice néerlandaise.

## Filmographie

### Cinéma et téléfilms
- 2008 : La Straniera : Amina
- 2008 : SpangaS : Aisha El Asmi
- 2012 : Achtste-groepers huilen niet (nl) : la mère de Brammetje
- 2012 : De geheimen van Barslet (nl) : Bahira Barzani
- 2014 : Accused (Lucia de B.) : l'infirmière
- 2015 : Loes & Marlie : Yasmina
- 2017-2018 : Papadag (nl) : Samira
- 2018 : Zuidas : la registraire d'Hesteren
- 2019 : Morten (nl) : Dounia Limam